# Ken Whyld
Kenneth Whyld, más conocido como Ken Whyld (6 de marzo de 1926 – 11 de julio de 2003) fue un historiador y escritor de ajedrez británico, conocido especialmente como coautor, junto a David Hooper de The Oxford Companion to Chess, uno de los principales libros de referencia en historiografía ajedrecista en inglés.
Whyld fue un destacado jugador aficionado de ajedrez. Participó en el Campeonato de Gran Bretaña de ajedrez en 1956, y ganó el campeonato regional de Nottinghamshire. A partir de ese momento, se dedicó especialmente a trabajos en relación con las tecnologías de la información y la comunicación (TIC), al tiempo que escribía libro sobre el ajedrez y su historia.
Además de The Oxford Companion to Chess, Whyld escribió otras obras de referencia en el mundo del ajedrez, como Chess: The Records (1986), (una especie de anexo al Libro Guinness de los Récords, y la recopilación de partidas de Lasker en The Collected Games of Emanuel Lasker (1998). También investigó otras cuestiones en torno al ajedrez, fruto de las cuales fueron su libro, Alekhine Nazi Articles (2002), sobre los artículos de propaganda nazi supuestamente escritos por el campeón del mundo de ajedrez, Alexander Alekhine, y las obras Fake Automata in Chess (1994) y Chess Columns: A List (2002). Desde 1978 hasta su muerte en 2003, Whyld escribió Quotes and Queries, una columna en la publicación British Chess Magazine.
Poco después de fallecer, se fundó la entidad, Ken Whyld Association, con la intención de compilar una completa bibliografía del ajedrez en formato de base de datos, y también para promover el estudio de la historia de este deporte.
La biblioteca de Whyld fue posteriormente vendida al Museo Suizo de Juegos, situado al lado del Lago Léman (La Tour-de-Peilz). Según la British Chess Variants Society, entre el legado de la biblioteca de Ken Whyld al Museo se encuentra mucho material inédito relacionado con los trabajos del investigador británico David Pritchard.